# فانس جوي
فانس جوي (بالإنجليزية: Vance Joy)‏ هو مغني ومغن مؤلف أسترالي، ولد في 1 ديسمبر 1987 في ملبورن في أستراليا.

## وصلات خارجية
- الموقع الرسمي
- فانس جوي على موقع IMDb (الإنجليزية)
- فانس جوي على موقع ميوزك برينز (الإنجليزية)
- فانس جوي على موقع أول ميوزيك (الإنجليزية)
- فانس جوي على موقع ديسكوغز (الإنجليزية)
- فانس جوي على موقع ديسكوغز (الإنجليزية)
- فانس جوي على موقع قاعدة بيانات الفيلم (الإنجليزية)